# Acripia
Acripia is een geslacht van vlinders van de familie van de visstaartjes (Nolidae). De wetenschappelijke naam van dit geslacht is voor het eerst voorgesteld door Francis Walker in een publicatie uit 1863. De soorten in dit geslacht komen in het Afrotropisch gebied voor.

## Soorten
- Acripia banakana Bryk, 1913
- Acripia kilimandjaronis Strand, 1915
- Acripia megalesia Viette, 1965
- Acripia subolivacea Walker, 1863